# さんじゅうしち☆はち
さんじゅうしち☆はちとは、京都府を拠点に活躍する秋人・佐々木清次の二人からなるローカルミュージシャンユニット。

## メンバー
- 秋人（1965年（昭和40年）5月12日 - ）血液型B型
- 佐々木 清次（1964年（昭和39年）5月12日 - ）血液型O型

ともに京都府出身である。

## 名前の由来・活動内容
- 元々は顔見知りであった二人は度々ジョイントライブを行ったり、一緒に曲を作りをしていた。
- 19をもじって結成当時の年齢からこの名前をつけた。これ以外にも有名音楽グループの名前に似たネーミングを名乗る事もあった。そう言う姿勢を秋人のかつてのバンド仲間であった大村篤史が「客を馬鹿にしている」と自身のホームページで批判した。しかしこの発言はファンの反発を買い、以降秋人と大村が一緒のステージに立つのは困難になった。
- 2002年（平成14年）4月ユニット結成。その後KBS京都ラジオで『秋人・清次のさんじゅうしちはち』でパーソナリティを務める。
- リスナーとの触れ合いを求めて、毎週水曜日に京都駅八条口祭時計広場においてのストリートライブや、月一回の決起集会など行っている。
- それぞれソロライブにおいてもコーナーを設けるなど、精力的にライブを行う。その他各種ラジオ・イベントなど多数ゲスト出演しており、司会・審査員など活動は多岐にわたる。

## 現在の活動
- 2007年（平成19年）現在ユニットで活動する事は少なくなっている。(2006年（平成18年）はライブを行わない。)その要因としては、佐々木が興行先をナウウェストワンから、大阪・サウンドクリエーターに移したのが大きい。また秋人も、興行元のナウウェストワンがモーニング娘。等アップフロントプロモーション（旧：アップフロントエージェンシー）系の京都・滋賀地区での興行を協力している事もあってアップフロントとの関係が深く、秋人もレコーディングや東京でのイベント出演、系列のミュージシャンの世話になっている。

2012年（平成24年）現在活動状況は不明。

## ラジオ番組
- さんじゅうしち☆はちのハッとしてGOOD!（FM845　金曜17:00 - 18:00）
- ラジオの達人『水谷ひろしの夜はこれから』（毎日放送、水曜深夜1:30 - 4:30）

## CD
- KA・MA・BO・KO（2003年2月12日）

作詞・作曲 - 秋人・佐々木清次

## 関連人物・項目
- やしきたかじん -（佐々木が一時期彼の事務所に所属していた）